# Королівський уряд
Королівський придворний уряд — найближче оточення короля, традиційні придворні посади в королівській, князівській або іншій Європейській монархічній країні. У ранньому Середньовіччі, коли такі уряди створювались, більшість їх членів мали або придворні (палацові), або військові обов'язки. Найближчими радниками монарха були ті, хто служив у господарстві та оселі.
Проте з часом більшість цих посад мали ширші функції та ставали спадковими. У ХХІ сторіччі в тих європейських країнах, які зберегли королівські двори, збереглося багато придворних титулів та існує королівський придворний уряд.

## Придворні посади
Приклади придворних посад, що були в королівських урядах:
- Алмонер
- Архи-скарбник
- Дворецький
- Камергер
- Канцлер
- Голова Канцелярії
- Капельмейстер
- Капелан
- Коферер
- Духівник
- Констебль
- Чашник
- Стюард
- Директор Королівської колекції
- Дворник
- Охоронець дверей
- Охоронець ложа
- Сокільник
- Лорд спальні / Постельник
- Великий Магістр
- Великий Ловчий
- Великі Офіцери
- Мечник
- Герольд
- Інтендант
- Блазень
- Скарбник
- Хранитель Печатки
- Гербовий король
- Лицар-Маршал / Граф-Маршал
- Королівський Секретар
- Фрейліна / Лорд-в-очікуванні
- Мажордом / Мажордом
- Маршал
- Церемонімейстер
- Конюший
- Ключник
- Коморій
- Кухмістер
- Ловчий
- Паж
- Парламентський Пристав
- Персевант
- Проктор
- Сенешаль
- Слугар
- Стольник
- Прапороносець / Найвищий хоруговник
- Капельдинер
- Віцекороль